# Pittosporum rubiginosum
Pittosporum rubiginosum är en tvåhjärtbladig växtart. Pittosporum rubiginosum ingår i släktet Pittosporum och familjen Pittosporaceae.

## Underarter
Arten delas in i följande underarter:
- P. r. rubiginosum
- P. r. wingii